# ヤン坊ニン坊トン坊
『ヤン坊ニン坊トン坊』（やんぼうにんぼうとんぼう）は、NHKラジオ第1で1954年4月11日から1957年3月31日まで放送されていたラジオドラマ。また、その主題歌。

## 概要
日本のラジオドラマ史上初めて大人の女性が子供の声を演じた番組。また、黒柳徹子の初の主演番組でもある。
黒柳の著書『トットチャンネル』で当時の収録や反響の様子が詳しく語られている。中にはラジオで聞く「ヤン坊〜」の声を子供の声と信じた年配から「あの子供達のような純粋な演技をしなさい」と説教を賜ることもあったという。
音声はごくわずかだが現存しており、NHKアーカイブスや各地のNHK放送局に設置された「番組公開ライブラリー」で、1957年3月31日放送の最終回『アフリカの巻完結大会』を聴くことができる。NHK教育テレビジョンの飯沢匡に関する番組（ゲスト：黒柳）で黒柳が担当した末っ子のトン坊の部分が紹介された。

## キャスト
- 里見京子（ヤン坊）
- 横山道代（ニン坊）
- 黒柳徹子（トン坊）
- 新村礼子（トマト）
- 長岡輝子（語り）

ほか

## スタッフ
- 原案 - ウォルター・デ・ラ・メア『サル王子の冒険』（1952年、岩波文庫より発行。翻訳は飯沢匡）
- 脚本 - 飯沢匡

## テレビアニメ
『ヤンボウ ニンボウ トンボウ』のタイトルで、1995年4月5日から1996年1月24日までNHK-BS2の衛星アニメ劇場で放送されていたが、のちに地上波でも放送された。

### あらすじ
白猿の仲良し3兄弟ヤンボウ・ニンボウ・トンボウは、自分たちの両親に会うため、虎の国（中国）から西の国（インド）への長い冒険の旅に出ることに。

### 登場人物
ヤンボウ
声 - 福島おりね
本作の主人公で白猿3兄弟の長男。責任感が強く勇気がある。一人称は「俺」。
ニンボウ
声 - 伊倉一恵
白猿3兄弟の次男。食いしん坊で力持ち。「…だもんね」が口癖。一人称は「オイラ」。
トンボウ
声 - かないみか
白猿3兄弟の三男。純粋で心優しい。一人称は「僕」。
キツネ男
声 - 千葉繁
ずる賢く、人を騙すなどヤンボウたちの旅の邪魔をするキツネ。3兄弟からは「ウソつきキツネ」と呼ばれている。セールスマンを自称し、携帯するトランクには様々な物が入っている。虎の隊長と手を組むこともある。
リル
声 - 潘恵子
ツバメ。三兄弟の旅を時折見守る。
フクロウおじさん
声 - 大木民夫
第6話から登場。冷静な性格。ヤンボウに「フクロウのおっさん」と呼ばれたこともある。
トマト
声 - 西村ちなみ
カラスの女の子。第5話から登場。なぜか赤いものに憧れて、自身の名前をトマトにした。饒舌で口うるさい。
虎の隊長
声 - 玄田哲章
元虎の国の警備隊長。虎城が火事になった混乱の中で、捕らえていた白猿たちに逃げられてしまい、その責任を問われて警備隊長を解雇された。逃げ出した白猿たちを探し続けるうちに落ちぶれて盗賊になってしまったらしい。ヤンボウたちを捕らえて再び警備隊長に復職しようと目論んでいる。盗賊としては全く上手くいかないらしく、着る物やその日食べる物すらろくにない貧乏暮らしである。「腹はペコペコ、服はボロボロ、靴の底は穴だらけ…」が口癖。ヤンボウたちを捕まえようとするが返討ちに遭い、次第にみすぼらしい姿となり、最後はツギハギだらけのボロ布で体を覆うだけとなる。キツネ男と手を組んでヤンボウたち3兄弟をしつこく付け狙う。
キン肉虎
声 - 梁田清之
森に住む筋骨隆々の虎。短気な性格だが、意外と善良。　
バビ
声 - 高田由美
小鹿。旅の途中で通ったキン肉虎の住む森で出会う。
バビのお父さん
声 - 中原茂
エリフ
声 - 江原正士
名高い「砂漠のパトロール」のライオン。戦いでは鞭を使う。
ヤンボウたちのお父さん
声 - 宇垣秀成
ヤンボウたちより先に西の国へ出発してお母さんと再会し、息子たちがやってくるのを待っている。
ヤンボウたちのお母さん
声 - 潘恵子

### その他の登場人物
王子
声 - 兼子由利子
団子屋の女主人
声 - 藤本かをる
ハシザル
声 - 野村真弓
ホイチェ
声 - 稀代桜子
クオン
声 - 中村ひろみ
せっかち村長
声 - 河合義雄
村長
声 - 野本礼三
ユン
声 - 岩永哲哉
テンテン
声 - 山崎和佳奈
海賊の頭
声 - 吉田理保子
ハリネズミ博士
声 - 矢尾一樹
カバの芸術家　
声 - 井上和彦

### スタッフ
- 原作：飯沢匡
- 監督：原征太郎
- 脚本：中村修
- キャラクターデザイン：須田正己
- 作画監督：飯野晧
- 音楽：朝本浩文、遠藤幹雄、SOMETHING WONDERFUL
- 美術監督：龍池昇
- 音響監督：山田悦司
- アニメーション制作：スタジオ古留美、イメージ・ケイ
- 製作：NHK

### 主題歌
オープニングテーマ
『今日は昨日の明日』　（作詞 - CHIAKI / 作曲 - うぐいす / 編曲 - 松浦晃久 / 歌 - 工藤亜紀）
エンディングテーマ
『たからもの』　（作詞 - CHIAKI / 作曲 - 松浦晃久 / 編曲 - 朝本浩文 / 歌 - 工藤亜紀）

### 各話リスト
| 話数 | サブタイトル                    | 絵コンテ       | 演出       | 作画監督       | 放送日         |
| ---- | ------------------------------- | -------------- | ---------- | -------------- | -------------- |
| 1    | いざ!西の国へ                   | 青木悠三       | 津田義三   | はしもとかつみ | 1995年 4月5日  |
| 2    | 狼なんかこわくない!             | のだてせいいち | 岡崎幸男   | 野館誠一       | 4月12日        |
| 3    | キツネ男のご用心!               | 狭山太郎       | 狭山太郎   | 香川浩         | 4月19日        |
| 4    | 危険!キン肉虎はすぐ怒る         | 腰繁男         | 腰繁男     | 奥村吉昭       | 4月26日        |
| 5    | 砂漠の爆走!ブタの王子の大レース | 神戸守         | 神戸守     | 宇田川一彦     | 5月3日         |
| 6    | 火山島からの脱出                | 日下部光雄     | 日下部光雄 | 飯村一夫       | 5月10日        |
| 7    | キツネ男は金がスキ              | 岡崎幸男       | 津田義三   | 飯野皓         | 5月17日        |
| 8    | 猫姫さまの虹の花                | 狭山太郎       | 狭山太郎   | 香川浩         | 5月24日        |
| 9    | 兄弟ゲンカは、損ばかり          | 腰繁男         | 腰繁男     | 奥村吉昭       | 5月31日        |
| 10   | 恐怖!おまじないが月を消す       | 神戸守         | 神戸守     | 宇田川一彦     | 6月7日         |
| 11   | 急げ!ヤンボウ                   | 日下部光雄     | 日下部光雄 | 飯村一夫       | 6月14日        |
| 12   | 遊び大好き!王子さまの大冒険     | 津田義三       | 津田義三   | 飯野皓         | 6月21日        |
| 13   | 跡継ぎにされたトンボウ          | 矢沢則夫       | 矢沢則夫   | 香川浩         | 6月28日        |
| 14   | 海賊オバさんは、太りすぎ!       | 青木悠三       | 青木悠三   | 青木悠三       | 7月5日         |
| 15   | カルタ言葉は、舌をかむ!         | 神戸守         | 神戸守     | 宇田川一彦     | 7月12日        |
| 16   | きれいな花には、牙がある!       | 日下部光雄     | 日下部光雄 | 飯村一夫       | 7月19日        |
| 17   | キラキラめがねは、大きらい!?    | 津田義三       | 津田義三   | はしもとかつみ | 7月27日        |
| 18   | 芸術は、チンプンカンなのだ!     | 狭山太郎       | 狭山太郎   | 香川浩         | 8月2日         |
| 19   | ホラ吹き少年は、知っている      | 日下部光雄     | 山崎友正   | 飯野皓         | 8月9日         |
| 20   | 対決!200年目の大勝負            | 神戸守         | 成田歳法   | 小野ひろみ     | 8月16日        |
| 21   | 砂漠のお城は、ワナだらけ        | 日下部光雄     | 日下部光雄 | 飯村一夫       | 8月23日        |
| 22   | カラスのスープは、美味しいぞ!?  | 矢沢則夫       | 矢沢則夫   | 香川浩         | 8月39日        |
| 23   | 愛は山火事に勝つ!               | 津田義三       | 津田義三   | はしもとかつみ | 9月6日         |
| 24   | 盗賊をやっつけろ!激辛大作戦     | 神戸守         | 成田歳法   | 小野ひろみ     | 9月13日        |
| 25   | トンボウのひとり旅              | 日下部光雄     | 日下部光雄 | 飯村一夫       | 9月27日        |
| 26   | 不思議な森の迷子たち            | 奥田誠治       | 山崎友正   | 飯野皓         | 10月4日        |
| 27   | ええッ!?ニンボウがふたりいる    | 狭山太郎       | 狭山太郎   | 香川浩         | 10月11日       |
| 28   | 龍に乗ったヤンボウたち!         | 奥田誠治       | 山崎友正   | 飯野皓         | 10月18日       |
| 29   | 離れ小島のさびしン坊            | 津田義三       | 津田義三   | はしもとかつみ | 10月25日       |
| 30   | カラスの城のよわむし王子        | 平田敏夫       | 成田歳法   | 小野ひろみ     | 11月1日        |
| 31   | ヤンボウ、空を飛ぶ!             | 日下部光雄     | 日下部光雄 | 飯村一夫       | 11月8日        |
| 32   | 夢が見つけた宝物                | 矢沢則夫       | 矢沢則夫   | 香川浩         | 11月15日       |
| 33   | 白ザル村は大ピンチ!             | 奥田誠治       | 山崎友正   | 飯野皓         | 11月22日       |
| 34   | 大迷惑!王様の高～～い塔         | 神戸守         | 津田義三   | はしもとかつみ | 11月29日       |
| 35   | ワナにはまった名医さん          | 川田武範       | 成田歳法   | 小野ひろみ     | 12月6日        |
| 36   | 大砂漠!オアシスの花嫁           | 日下部光雄     | 日下部光雄 | 飯村一夫       | 12月13日       |
| 37   | 泣くな!ヒマラヤの雪男           | 狭山太郎       | 狭山太郎   | 香川浩         | 12月20日       |
| 38   | トラの隊長大逆襲!               | 奥田誠治       | 山崎友正   | 飯野皓         | 1996年 1月10日 |
| 39   | あこがれの大地、西の国          | 石山タカ明     | 兜史朗     | はしもとかつみ | 1月24日        |

### VHS
- ヤンボウ・ニンボウ・トンボウの交通安全（防災アニメ）
  - 白猿3兄弟とキツネ男が現代日本にタイムスリップし、交通安全に関わるという展開。

### CD
- 『ヤンボウ・ニンボウ・トンボウ』（サウンドトラック）1995年8月2日 発売元：バップ
- 『今日は昨日の明日』C/WはED曲「たからもの」（主題歌シングル）1995年8月2日 発売元：バップ
- 『hitchhike monkeys』（サウンドトラックの曲をアレンジした楽曲で構成されているアルバム）エンディングテーマのフルバージョンとオープニングテーマのリミックスを含む全11曲のほかにシークレットトラックとしてオープニングテーマ「今日は昨日の明日」をフルバージョンで収録。　1995年9月1日 発売元：バップ

## 関連文献
- 飯沢匡 著、土方重巳 絵『ヤンボウ・ニンボウ・トンボウ 1』宝文館、1955年7月15日。NDLJP:1624668。
- 飯沢匡 著、土方重巳 絵『ヤンボウ・ニンボウ・トンボウ 2』宝文館、1955年11月1日。NDLJP:1624669。
- 飯沢匡 著、土方重巳 絵『ヤンボウ・ニンボウ・トンボウ 3』宝文館、1956年3月20日。NDLJP:1624670。
- 飯沢匡 著、土方重巳 絵『ヤンボウ・ニンボウ・トンボウ 4』宝文館、1956年8月15日。NDLJP:1624671。
- 飯沢匡 著、土方重巳 絵『ヤンボウ・ニンボウ・トンボウ 5』宝文館、1956年11月15日。NDLJP:1624672。